# Police FC (Uganda)
El Police FC es un equipo de fútbol de Uganda que juega en la Liga Premier de Uganda, la liga de fútbol más importante del país.

## Historia
Fue fundado en el año 1965 en la capital Kampala, aunque su sede se encuentra en la ciudad de Jinja y como su nombre lo dice, es el equipo representativo de la Policía Ugandesa. Ha sido campeón de liga en 1 ocasión y ha ganado la copa de clubes de la CECAFA en 1 oportunidad.
A nivel internacional ha participado en 2 torneos continentales, donde nunca ha avanzado más allá de la Primera Ronda.

## Palmarés
- Liga Premier de Uganda: 1

2005
- - Subcampeón: 1

2006
- Copa de Clubes de la CECAFA: 1

2006
- Copa de Uganda: 0
- Subcampeón: 1

2003

## Participación en Competicione de la CAF
| Temporada | Torneo                      | Ronda      | Club                 | Casa | Visita | Global |
| --------- | --------------------------- | ---------- | -------------------- | ---- | ------ | ------ |
| 2003      | Recopa Africana             | 1          | Baladeyet El-Mahalla | 0-0  | 1-4    | 1-4    |
| 2006      | Liga de Campeones de la CAF | Preliminar | Al-Hilal Omdurmán    | 0-0  | 0-3    | 0-3    |

## Jugadores

### Jugadores destacados
- Vee Baku
- Hannington Kalyesubula
- Simon Masaba
- Geofrey Massa
- Abdul Matovu (playmaker)
- Tony Mawejje
- Hassan Mubiru
- Martin Muwanga
- David Obua
- Postnet Omony
- Lawrence Segawa
- Godfrey Ssali
- Robert Ssejjemba
- Mike Sserumaga